# Siamo uomini o caporali
Siamo uomini o caporali è un film del 1955 diretto da Camillo Mastrocinque e interpretato da Totò e Paolo Stoppa in due rispettivi ruoli contrapposti: l'uomo e il caporale.

## Trama
Totò Esposito, reduce da diverse piccole esperienze come attore comico, si reca a Cinecittà con lo scopo di ottenere un ruolo da comparsa per un film su Napoleone, ma termina invece sul set di una pellicola dedicata a Nerone. Il responsabile comparse, tale Meniconi, viene richiamato ed incolpato di non aver fatto attenzione alla presenza di Totò, ma cerca comunque di rimediare inserendolo nel film sull'imperatore francese. Vestito da milite napoleonico, Totò finisce erroneamente e nuovamente sul set del film su Nerone. Dinanzi alle minacce di Meniconi di farlo arrestare, Totò sfila il fioretto dal fodero minacciando di uccidere chiunque gli capiti a tiro. Viene bloccato e portato in una clinica psichiatrica in quanto considerato pazzo. Lo psichiatra che lo visita capisce fin dall'inizio che Totò non è malato, e se ne convince pienamente dopo che il paziente gli espone la sua personale visione del mondo, diviso a suo dire tra la maggioranza degli "uomini", costretta da sempre a subire e patire, e la minoranza dei "caporali", perennemente concentrata sul vessare con prepotenza e cattiveria gli "uomini". Incuriosito da quella particolare filosofia di vita, il medico desidera sapere da Totò quali eventi l'abbiano maturata.
Totò allora racconta allo psichiatra le fasi salienti di quella che lui stesso chiama "odissea". Tutto comincia durante la guerra, quando, per sbarcare il lunario, si mette al servizio di quanti non vogliono o non possono attendere nelle lunghe file per il cibo davanti ai negozi. Per superare i clienti che lo precedono, ricorre a piccoli trucchi: prima li distrae verso un inesistente "puntino nero", suscitando in loro il dubbio che si tratti di un aeroplano, poi si traveste da gerarca fascista e da ufficiale nazista. Alla fine viene scoperto da un milite fascista che lo fa arrestare dai tedeschi.
Imprigionato in un campo di concentramento, Totò con un altro stratagemma compie un furto al magazzino dei viveri degli ufficiali e addestra un cane da pastore tedesco affinché lo porti in un sacco al settore femminile, ove tra le prigioniere recluse c'è Sonia, una ragazza slava della quale si è innamorato. Le ruberie di cibo scatenano l'ira del colonnello nazista Hammler, il quale durante un'adunata minaccia di severe conseguenze tutti i prigionieri. Una severa pernacchia interrompe il suo discorso, Totò se ne assume la responsabilità e viene condannato a morte. Dinanzi al plotone d'esecuzione, tuttavia, viene richiesto da un ufficiale scienziato che vorrebbe usarlo come cavia per un esperimento atomico-nucleare: suo scopo è quello di realizzare una macchina in grado di caricare di energia i soldati tedeschi e renderli così velocissimi. Pieno di carica nucleare, Totò contamina due fanti i quali a loro volta contagiano tutta la base germanica del campo: la confusione che ne deriva consente a Totò e Sonia di scappare e tornare a Roma nel giorno in cui la città viene liberata dagli Alleati.
Totò decide di creare un duo comico insieme a Sonia, cosicché i due si recano al teatro gestito dai soldati statunitensi sotto la direzione del colonnello Black, e vengono assunti. Lo show dei due, consistente in un calco della popolare canzone napoletana 'A cammesella, riscuote un grande successo di pubblico, in seguito al quale Black chiama Sonia nel suo ufficio con l'apparente motivazione di congratularsi. Il suo scopo è però quello d'insidiarla, e Totò, insospettitosi, interviene appena in tempo allontanandosi quindi insieme a lei dal teatro.
Poco dopo, Totò viene contattato dal direttore del periodico scandalistico Ieri, oggi, domani, il quale lo convince, dietro compenso, a firmare un memoriale nel quale asserisce di essere stato testimone oculare di un delitto avvenuto tempo prima, cui in realtà non ha mai assistito. Il direttore e i suoi stretti collaboratori cercano di sfruttare l'ingenuo Totò al fine di incrementare la vendita delle copie del periodico, e per evitare che vada alla polizia e ritratti, una volta che Sonia gli ha svelato la verità, lo sequestrano nella camera dell'hotel dove alloggia lasciandolo con indosso la sola biancheria. Totò riesce a fuggire dall'hotel travestito da donna, ma, uscito in strada, viene portato via dalla polizia insieme ad un gruppo di prostitute essendo stato scambiato per una di loro. Dinanzi al commissario, Totò cerca di chiarire l'equivoco, tuttavia non fa in tempo: giunge infatti il direttore di Ieri, oggi, domani che, giocando abilmente sul travestimento di Totò, lo fa passare per persona poco credibile e lo denuncia per truffa. Ciò costerà a Totò tre mesi di carcere.
Al termine del colloquio, il medico capisce le angherie che il povero Totò ha subìto in vita e lo lascia andar via. All'uscita, Totò trova inaspettatamente Sonia, con la quale si era perso di vista. La gioia di aver ritrovato la propria amata viene però subito spezzata quando lei gli presenta suo marito, un ricco industriale milanese: per Totò è l'ennesima beffa della vita.

## Produzione

### Cast

Paolo Stoppa nei panni del miliziano fascista

Paolo Stoppa interpreta tutti i "caporali": il direttore del teatro, il milite fascista, il criminale nazista, il colonnello statunitense, il giornalista senza scrupoli e l'imprenditore lombardo. Inizialmente avrebbe dovuto interpretare la stessa persona nelle diverse vesti professionali e sociali assunte dal fascismo al dopoguerra, come sarà per Totò, che infatti è sempre lo stesso, ma la censura temette che in tal modo si sarebbe raffigurata la classe dominante come opportunista e trasformista, ancor più senza scrupoli, capace di cambiare colore a ogni giro di boa.. Stoppa recita i vari ruoli con la propria voce ad eccezione del colonnello Black, doppiato da Michael Tor.

## Distribuzione

### Censura
L'Italia degli anni cinquanta aveva assunto la legge del 1923, senza avervi apportato modifiche importanti. Le sceneggiature venivano consegnate dai produttori cinematografici, prima che il film avesse inizio. Le motivazioni sono comprensibili: evitare il danno causato dall'eventuale censura o dall'aver urtato la suscettibilità di parte della classe politica di governo e di opposizione.
Siamo uomini o caporali, nonostante i tagli, se letto attentamente, conserva la forza della satira. Sono numerose le scene tagliate, sia quelle di «signore nude, indossatrici semi svestite» ma anche di frasi come: «questi ministri (...) sono brutti, brutte espressioni, brutti visi»; mentre la frase «si stava meglio quando si stava peggio» è riuscita a sopravvivere nella versione finale del film.

## Colonna sonora
Nel film Totò canta la canzone Còre analfabbeta, da lui composta, e quella d'avanspettacolo E llevate 'a cammesella.

## Critica
Il titolo del film nasce da un'espressione usata sei anni prima in Totò le Mokò. Venne sottovalutato dalla critica dell'epoca che non ne riconobbe il talento, vedendo solo la figura comica, senza riuscire a comprendere come la comicità potesse, anche, essere un espediente, come lo era già stato nell'avanspettacolo.
È uno dei primi film italiani, visto l'anno della sua uscita, il 1955, a trattare, seppur nel breve spezzone e con sarcasmo, la tragica realtà del lager. Basti pensare che Kapò è uscito nel 1959.